# Tyler Burge
Tyler Burge (nascido em 1946) é um filósofo bastante discutido por causa do seu anti-individualismo, ou externalismo. Ele também apresentou contribuições sobre a teoria dos nomes próprios e novas interpretações da obra de Gottlob Frege.

## Nomes
Em oposição à certas teorias descritivistas dos nomes, Saul Kripke apresenta uma teoria—ou como ele prefere dizer, uma "imagem" (picture) -- segundo a qual nomes referem-se diretamente aos nomeados (por defender essa tese, Kripke é considerado um dos advogados da teoria da referência direta). Burge, todavia, não aceita tal concepção de Kripke. Para ele, nomes 'desempenham o papel lógico de um predicado' (cf. "Reference and Proper Names", Philosophical Review (1973), 81:208-28) . A análise de um nome próprio como 'Júlio César' é 'o Júlio César', ou 'este Júlio César', por oposição a 'aquele Júlio César'.
Em "The Predicate View of Proper Names"  (cf. Preyer, G. and Peter, G. (eds.), Logical Form and Language, New York: Clarendon Press, 2002) Reinaldo Elugardo argumenta que a posição de Burge, embora pareça surpreendente, merece, todavia, um exame mais cuidadoso por parte dos seus críticos. Em particular, Elugardo defende a tese de que os usos predicativos dos nomes não são parasitários dos seus eventuais usos referenciais. (A distinção entre usos refenciais e usos atributivos de certas expressões, em especial, descrições definidas, remonta pelo menos aos trabalhos de Keith Donnellan, em suas críticas à teoria das descrições definidas de Bertrand Russell.)

### Livros
- 2005. Truth, Thought, Reason: Essays on Frege. Oxford University Press, ISBN 0-19-927853-9.
- 2007. Foundations of Mind. Oxford University Press, ISBN 0-19-921623-1.
- 2010. Origins of Objectivity. Oxford University Press, ISBN 978-0-19-958140-5.
- 2013. Cognition Through Understanding: Self-Knowledge, Interlocution, Reasoning, Reflection. Oxford University Press, ISBN 978-0-19-967203-5.
- 2022. Perception: First Form of Mind. Oxford University Press, ISBN 978-0-19-887100-2.

### Artigos selecionados
- 1977. "Belief De Re". The Journal of Philosophy, Vol. 74, No. 6, pp. 338–362.
- 1979. "Sinning against Frege". The Philosophical Review, Vol. 88, No. 3, pp. 398–432.
- 1979. "Individualism and the Mental".  Midwest Studies in Philosophy 4: 73–121.
- 1982. "Other Bodies".  In Woodfield, Andrew, ed., Thought and Object.  New York: Oxford.
- 1986. "Individualism and Psychology." Philosophical Review 45: 3-45.
- 1986. "Frege on Truth". in Haaparanta & Hintikka (1986).
- 1986. "Intellectual Norms and Foundations of Mind". The Journal of Philosophy, Vol. 83, No. 12, pp.  697–720.
- 1988. "Individualism and Self-Knowledge". The Journal of Philosophy 85: 649–663.
- 1989. "Individuation and Causation in Psychology". Pacific Philosophical Quarterly 70: 303–322.
- 1990. "Frege on Sense and Linguistic Meaning". in Bell & Cooper (1990).
- 1992. "Frege on Knowing the Third Realm". Mind, Vol. 101, pp. 633–650.12, pp.  697–720.
- 1993. "Content Preservation". The Philosophical Review, Vol. 102, No. 4, pp. 457–488.
- 1996. "Our Entitlement to Self-Knowledge". Proceedings of the Aristotelian Society, New Series, Vol. 96 (1996), pp. 91–116.
- 2003. "Reply to Loar". In Hahn and Ramberg (1991).
- 2003. "Perceptual Entitlement". Philosophy and Phenomenological Research, Vol. 67, pp. 503–548.
- 2003. "Memory and Persons". The Philosophical Review, Vol. 112, No. 3, pp. 289–337.